# James Howard Kunstler
James Howard Kunstler, né le 19 octobre 1948 à New York, est un journaliste, essayiste et romancier américain. Il a travaillé pour de nombreux médias, dont Rolling Stone. Son livre La Fin du pétrole (The Long Emergency) (en), paru en 2005, décrit les changements auxquels la société industrielle devra faire face au cours de ce siècle, fait de crises sociales répétitives, de l'effondrement des empires européens et américains. Il prédit la démondialisation lorsque les crises seront terminées.

## Œuvres

### Essais

#### Ouvrages originaux en anglais
- (en) The Geography of Nowhere : The Rise and Decline of America's Man-Made Landscape, Free Press (publisher) (en), 1993, 304 p. (ISBN 978-0-671-88825-1, lire en ligne)
- (en) Home from Nowhere : Remaking Our Everyday World for the 21st Century, Touchstone Press, 1998, 304 p. (ISBN 978-0-684-83737-6, lire en ligne)
- (en) The City in Mind : Notes on the Urban Condition, Free Press, 2002, 288 p. (ISBN 978-0-7432-2723-0, lire en ligne)
- (en) The Long Emergency : Surviving the End of Oil, Climate Change, and Other Converging Catastrophes of the Twenty-First Century, Grove Press, 2005, 336 p. (ISBN 978-0-8021-4249-8)
- (en) Too Much Magic : Wishful Thinking, Technology, and the Fate of the Nation, Atlantic Monthly Press, 2012, 336 p. (ISBN 978-0-8021-2030-4)

#### Ouvrages traduits en français
- La fin du pétrole : Le vrai défi du XXIe siècle [« The Long Emergency: Surviving the End of Oil, Climate Change, and Other Converging Catastrophes of the Twenty-First Century »], Plon, 2005, 370 p. (ISBN 978-2-259-20290-9)
- Too much magic : L'Amérique désenchantée [« Too Much Magic: Wishful Thinking, Technology, and the Fate of the Nation »]  (trad. de l'anglais), Aube, Le retour aux sources, 2014, 372 p. (ISBN 978-2-35512-055-8)

### Romans
- The Wampanaki Tales, 1979.
- A Clown in the Moonlight, 1981.
- The Life of Byron Jaynes, 1983.
- An Embarrassment of Riches, 1985.
- Blood Solstice, 1986.
- The Halloween Ball, 1987.
- Thunder Island, 1989.
- Maggie Darling: A Modern Romance, 2003.
- World Made by Hand, 2008.
- Witch Of Hebron, 2010.
- Manhattan Gothic, 2012

### Théâtre
Big Slide, 2010.